# 阿爾科克島
64°14′S 61°8′W / 64.233°S 61.133°W
阿爾科克島（英語：Alcock Island），是南極洲的島嶼，位於葛拉漢地西岸的丹科海岸，處於查爾斯角以西的休斯灣，該島嶼現時由南極條約體系管理。